# Шпігельберг
Шпігельберг (нім. Spiegelberg) — громада в Німеччині, знаходиться в землі Баден-Вюртемберг. Підпорядковується адміністративному округу Штутгарт. Входить до складу району Ремс-Мур.
Площа — 28,22 км2. Населення становить 2112 ос. (станом на 31 грудня 2020).